# Waler
Waler var en hästras som utvecklades i New South Wales i Australien. Idag är den egentligen utdöd men har återuppfötts i liten skala i Australien. Den användes främst inom boskapsskötsel och kavalleriet men även för att utveckla nya raser, bland annat Australisk boskapshäst som räknats som den "nya Walern". Trots en ganska kort historia har Walern varit en hästras som gett mycket nytta och glädje till sina ägare och under sent 1800tal räknades hästen som den bästa kavallerihästen i världen för användning i varmare klimat.

## Historia
Walern utvecklades ur de hästar som togs till de australiska kolonierna med nybyggare från bland annat England. 
De absolut första hästarna kom till Australien från Sydafrika för bara ca 200 år sedan. I januari 1788 landsteg de första kolonisatörerna i Botany Bay och de hade med sig ett antal olika hästar på de 11 skepp som de hade färdats på till Australien. Hästarna importerades på order av guvernören Arthur Phillip. Främst hade man importerat brittiska hästar, som till exempel engelska fullblod, Welsh mountainponnyer och Welshponnyer, men även arabiska fullblod, indonesiska Timorponnyer och Boerhästar från Sydafrika fanns med på båtarna.
Boerhästar från Sydafrika hade, tillsammans med engelska hästraser som Engelskt fullblod och Clydesdale och även Arabiskt fullblod, det största inflytandet på Walern. Länge var Walern enbart en typ av häst och inte en egen, unik hästras. 
Mellan 1840-talet och 1940-talet avlades hästen på australiskt territorium under dåliga förhållanden med torka och dåligt bete. Men rasen var härdig och klarade av de extrema förhållandena väl. Den användes inom boskapsarbetet på rancherna och även inom militären som remonter. Walerhästarna exporterades i stora antal till Indien för att användas som remonter för den brittiska armén i Indien. Hästarna användes även under utforskningarna av de inre delarna av Australien.  
Australien deltog i två krig under tidigt 1900-tal, bland annat andra boerkriget i Sydafrika och första världskriget, där Walern var oumbärlig för det beridna kavalleriet. Över 120 000 Walers skickades från Australien till Mellanöstern, Europa och Indien. På grund av höga krav på karantän under kriget återvände, som man känner till, endast en av dessa hästar till Australien. Generalen W.T Bridges häst Sandy var den häst som återvände sedan Bridges stupat i Gallipoli 1915. Efter kriget såldes alla Walerhästar till det brittiska kavalleriet i Egypten och Indien. 
Efter kriget såldes eller dödades många Walerhästar av armén, då de ansågs vara opassande. En del riktiga fantaster valde även att själva döda sina hästar istället för att se dem hamna i orätta händer när armén skulle skeppas tillbaka till Australien och hästarna skulle lämnas kvar i Egypten och Indien. 
En dikt av en okänd australisk kavallerist kallad "trooper bluegum":
I don't think I could stand the thought of my old fancy hack
just crawling round old Cairo with a Gyppo on his back.
Perhaps some English tourist out in Palestine may find
my broken-hearted waler with a wooden plough behind.
No: I think I'd better shoot him and tell a little lie
"He floundered in a wombat hole and then lay down to die".
Maybe I'll get court-martialed but I'm damned if I'm inclined
to go back to Australia and leave my horse behind.
Dikten publicerades efter kriget och visade tydligt den austaliska kavalleristens kärlek till sin Waler.

## Walern idag
Efter 1940-talet minskade behovet av Walern som boskapshäst, sedan man utvecklat den australiska boskapshästen. Exporten upphörde helt och hållet och Walern försvann nästan helt. På 1980-talet började man dock återuppföda rasen något med vilda Walers som var ättlingar till de Walers man släppte ut i vildmarkerna sedan exporten upphört. Men dessa hästar är inte tillgängliga utanför Australien, varken som hästar eller som genetiskt avelsmaterial. Idag återfinns Walern i sin ättling, den australiska boskapshästen som tagit Walerns plats som den viktigaste boskapsarbetshästen i Australien. 
Utanför Sydney återfinns ett minnesmärke efter de män som stupat i krigen och där står även om Walerns slut, "de som inte kom hem". Även om flera Walers fanns kvar i Australien, så menade man att detta var slutet på rasen. De hästar som fanns kvar, räknades då istället som renrasiga Angloaraber på grund av den korsning mellan engelskt fullblod och arabiskt fullblod som hästarna hade i sig.
Idag finns begreppet Waler fortfarande kvar. Olika sorters varmblodshästar med okänd härstamning kallas ofta för Waler.

## Egenskaper
Walerns störst egenskap var dess motståndskraft mot extrema förhållanden. Den klarade extrem torka väldigt väl och kunde gå länge utan mat och vatten. Även om rasen inte var så snabb, så var den lojal, tuff, uthållig och mycket modig. Även om hästarna mest användes till boskapsskötsel och inom kavalleriet, var rasen flexibel och användes även inom klassisk ridning som banhoppning, dressyr och fälttävlan. 
Walern var även känd för att kunna hoppa högt, och på fritiden kunde vissa ranchägare anordna höjdhoppstävlingar för Walerhästarna. 1940 noterade man ett hopp på 2,54 meter som framförts av en Waler. 
Till utseendet påminde Walern mycket om det engelska fullblodet med rak nosprofil och lång, stark rygg. Walern fanns i fyra olika typer: Pony som var under 148 cm i mankhöjd, Light som var en lättare, mindre ridhäst, Medium som var en något större häst och den som var användbarast inom boskapsskötseln samt Heavy Waler som var den största och tyngsta varianten och den bästa inom kavalleriet. 
Se även 
- Australisk boskapshäst
- Brumby
- Australisk ponny